# Palmarès dei Rangers Football Club

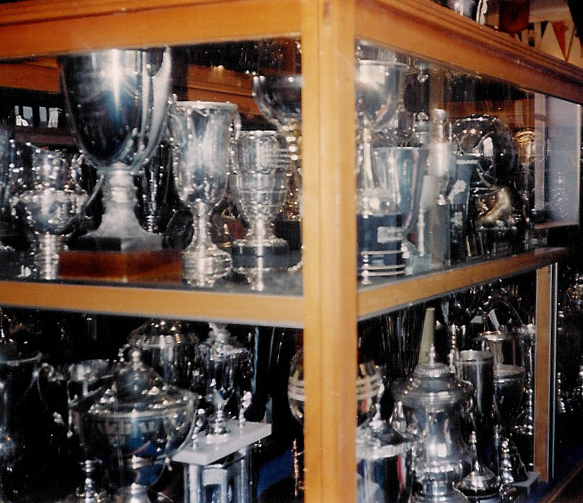
Una foto della sala trofei dei Rangers.

Il palmarès dei Rangers Football Club, società calcistica scozzese con sede a Glasgow e tra i più importanti e prestigiosi della Scozia nonché, tra i più antichi di sempre.   
Tra i club più antichi al mondo, i Rangers Football Club sono la squadra più titolata di Scozia, con un totale complessivo di 122 trofei conquistati in 150 anni di storia. La squadra si è laureata campione di Scozia in 55 occasioni (record condiviso con il Celtic), ha vinto 33 volte la coppa nazionale e 28 volte la Coppa di Lega scozzese, di cui detiene il record assoluto. 
In seguito al fallimento societario nel 2012, la squadra partì dalla Scottish Third Division, quarta divisione scozzese. Risalendo la china i Rangers hanno conquistato un campionato nella Scottish Third Division (quarta divisione), un campionato nella Scottish League One (terza divisione), un campionato nella Scottish Championship (seconda divisione) ed una Scottish Challenge Cup.
A livello internazionale la squadra scozzese è l'unica (insieme all'Aberdeen Football Club) ad aver vinto la Coppa delle Coppe nel 1971-1972. Per numero di trofei conquistati a livello internazionale, i Rangers sono il secondo club scozzese più titolato di sempre (a pari merito con il Celtic) alle spalle dell'Aberdeen (2 trofei).

## Prima squadra

### Successi nazionali
I Rangers sono stati il primo club a conquistare il campionato scozzese, insieme al Dumbarton nella stagione di esordio del 1890-1891. Le squadre, arrivate entrambi a 29 punti e in seguito alla parità perdurata nello spareggio (2-2), entrambe vennero insignite del titolo di campioni di Scozia. Dopo sette anni di insuccessi, il club torna a vincere il titolo scozzese inalando una serie di quattro vittorie consecutive, dalla stagione 1898-1899 sino alla stagione 1901-1902, figurando come primo club a raggiungere tale traguardo.
Complessivamente i Gers si sono laureati campioni di Scozia in 55 occasioni, inoltre, Gli Orsacchiotti sono stati la seconda squadra dopo il Celtic a conquistare nove scudetti di fila (dalla stagione 1988-1989 alla stagione 1996-1997).  
Gli azzurri sono stati il decimo club a vincere la Coppa di Scozia, nella stagione 1893-1894. Il trofeo è stato conquistato dai Gers in altre 33 occasioni, figurando nell'albo d'oro come la seconda squadra più vincente di sempre, alle spalle del Celtic (con 42 successi complessivi). 
Fra gli altri traguardi, la squadra scozzese ha vinto 28 volte la Coppa di Lega scozzese, risultando la squadra più blasonata della competizione.

### Successi internazionali

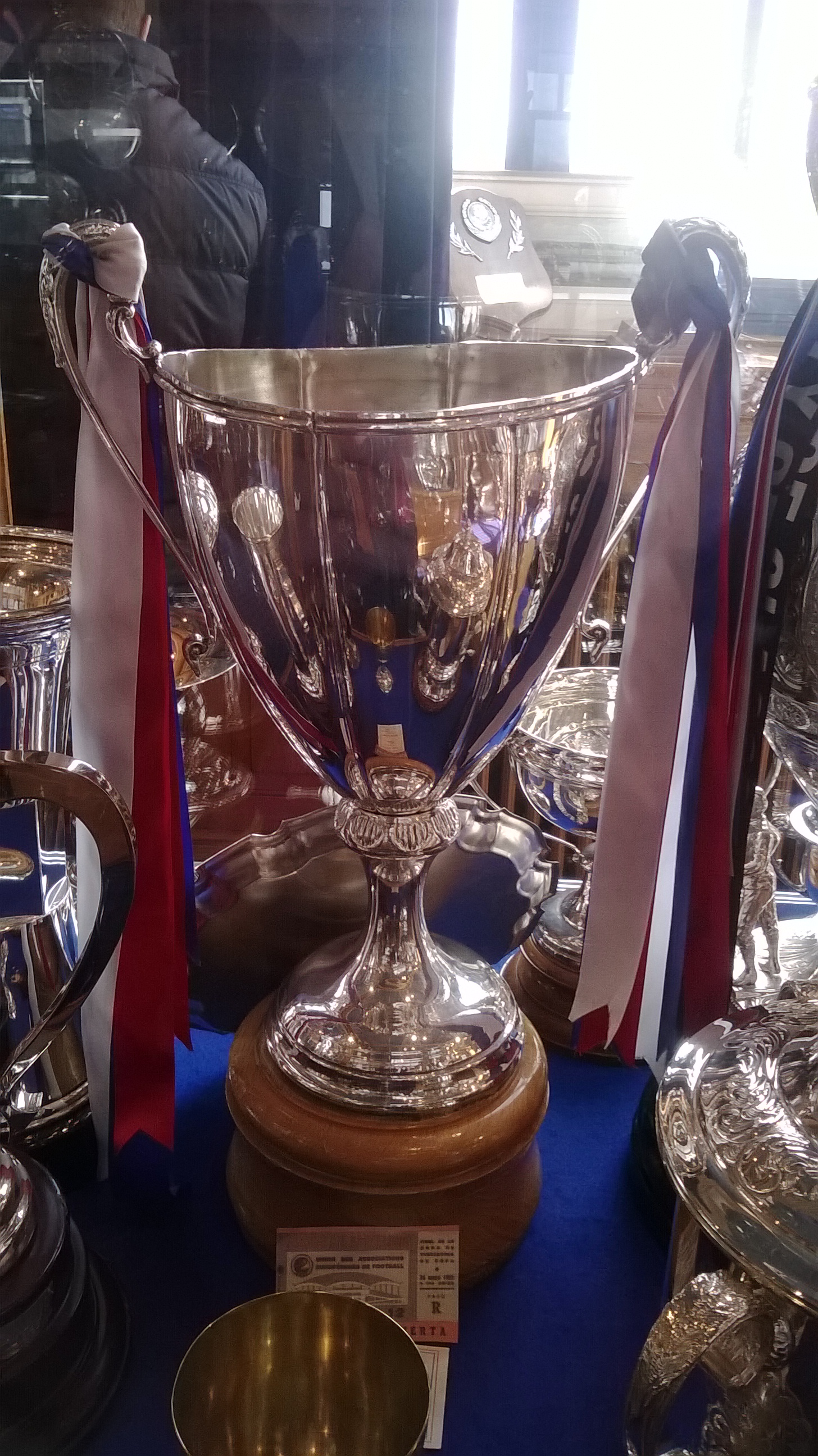
La Coppa delle Coppe conquistata nel 1971-1972.

A livello internazionale  i Gers hanno conquistato un solo trofeo, la Coppa delle Coppe nella stagione 1971-1972 vinta 3-2 contro la Dinamo Mosca, inoltre sono l'unica squadra scozzese ad aver disputato tre finali in tale competizione. Per numero di trofei conquistati a livello internazionale, i Rangers occupano la seconda posizione (condivisa con il Celtic) fra i club scozzesi più titolati di sempre, alle spalle dell'Aberdeen (2 trofei).

### Successi regionali
I Rangers hanno vinto 44 volte (record assoluto) la Coppa di Glasgow, competizione riservata alle squadre della città di Glasgow, più antica è invece la Glasgow Merchants Charity Cup, competizione disputata dal 1876 al 1966, a cui partecipavano club di Glasgow e dintorni. La squadra più titolata di sempre sono i Rangers con 32 successi complessivi.

### Competizioni ufficiali
122

#### Competizioni nazionali

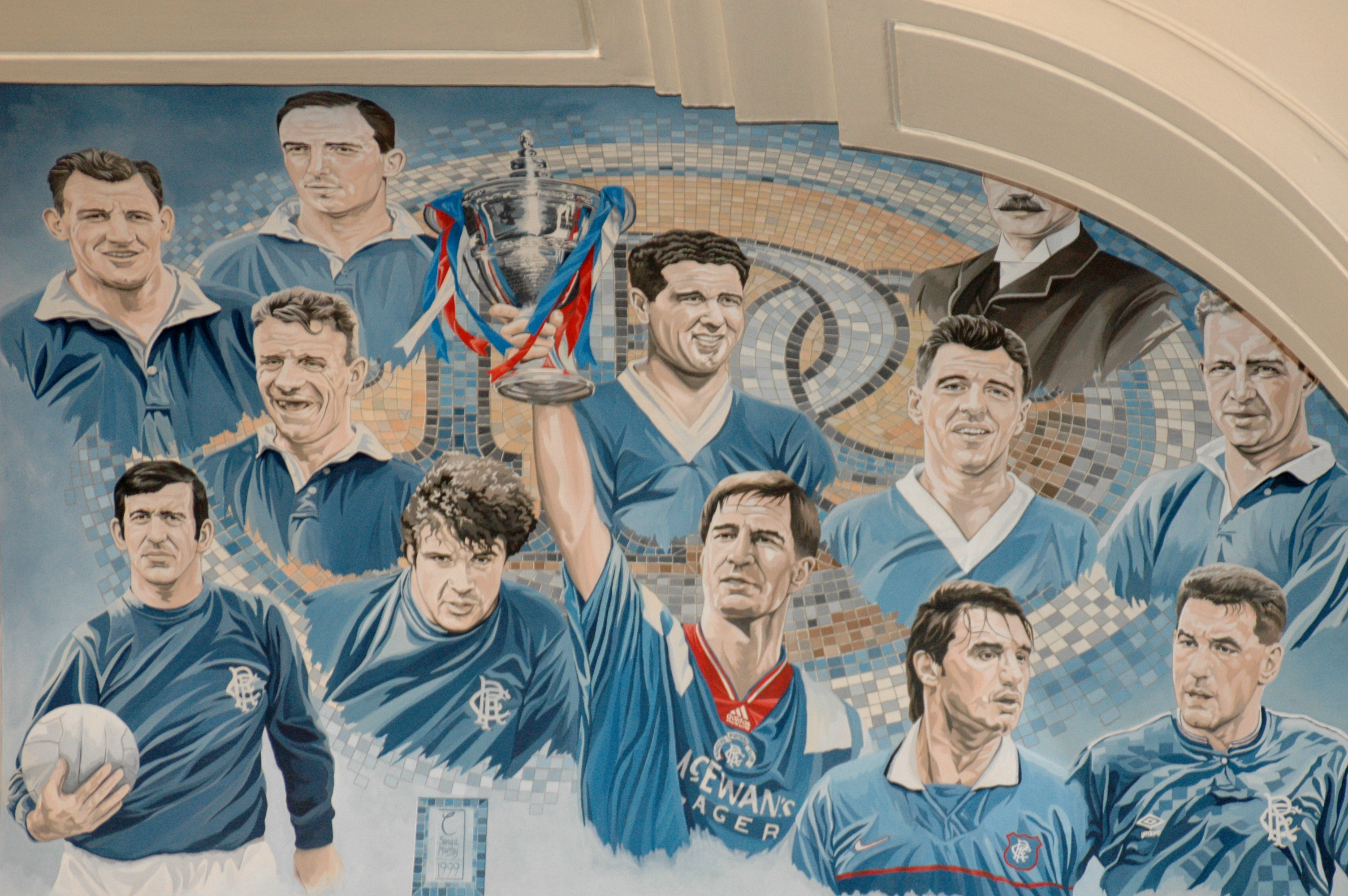
Un murales dei Rangers vittoriosi della Scottish Cup.

121 trofei
|  | Titolo/i                                                 | Anno/i |
|  | -------------------------------------------------------- | --- |
|  | Campionato scozzese: 55 (record condiviso con il Celtic) | 1890-1891; 1898-1899; 1899-1900; 1900-1901; 1901-1902; 1910-1911; 1911-1912; 1912-1913; 1917-1918; 1919-1920 1920-1921; 1922-1923; 1923-1924; 1924-1925; 1926-1927; 1927-1928; 1928-1929; 1929-1930; 1930-1931; 1932-1933 1933-1934; 1934-1935; 1936-1937; 1938-1939; 1946-1947; 1948-1949; 1949-1950; 1952-1953; 1955-1956; 1956-1957 1958-1959; 1960-1961; 1962-1963; 1963-1964; 1974-1975; 1975-1976; 1977-1978; 1986-1987; 1988-1989; 1989-1990 1990-1991; 1991-1992, 1992-1993, 1993-1994, 1994-1995; 1995-1996; 1996-1997; 1998-1999; 1999-2000; 2002-2003 2004-2005; 2008-2009; 2009-2010; 2010-2011; 2020-2021 |
|  | Coppa di Scozia: 34                                      | 1893-1894; 1896-1897; 1897-1898; 1902-1903; 1927-1928; 1929-1930; 1931-1932; 1933-1934; 1934-1935; 1935-1936; 1947-1948; 1948-1949; 1949-1950; 1952-1953; 1959-1960; 1961-1962; 1962-1963; 1963-1964; 1965-1966; 1972-1973; 1975-1976; 1977-1978, 1978-1979; 1980-1981; 1991-1992; 1992-1993; 1995-1996; 1998-1999; 1999-2000; 2001-2002; 2002-2003; 2007-2008; 2008-2009; 2021-2022 |
|  | Coppa di Lega scozzese: 28 (record)                      | 1946-1947; 1948-1949; 1960-1961, 1961-1962; 1963-1964; 1964-1965; 1970-1971; 1975-1976; 1977-1978; 1978-1979; 1981-1982; 1983-1984; 1984-1985; 1986-1987; 1987-1988; 1988-1989; 1990-1991; 1992-1993; 1993-1994; 1996-1997; 1998-1999; 2001-2002; 2002-2003; 2004-2005; 2007-2008; 2009-2010; 2010-2011; 2023-2024 |
|  | Scottish Championship: 1                                 | 2015-2016 |
|  | Scottish League One: 1                                   | 2013-2014 |
|  | Scottish League Two: 1                                   | 2012-2013 |
|  | Scottish Challenge Cup: 1                                | 2015-2016 |

#### Competizioni internazionali
1 trofeo
|  | Titolo/i                                                             | Anno/i    |
|  | -------------------------------------------------------------------- | --------- |
|  | Coppa delle Coppe UEFA: 1 (record scozzese condiviso con l'Aberdeen) | 1971-1972 |

#### Competizioni regionali
78 trofei
| Titolo/i                                   | Anno/i |
| ------------------------------------------ | --- |
| Glasgow Cup: 44 (record)                   | 1893; 1894; 1897; 1898; 1900; 1901; 1902; 1911; 1912; 1913; 1914; 1918; 1919; 1922; 1923; 1924; 1925; 1930; 1932; 1933; 1934; 1936; 1937; 1938; 1940; 1942; 1943; 1944; 1945; 1948; 1950; 1954; 1957; 1958; 1960; 1969; 1971; 1975; 1976; 1979; 1983; 1985; 1986; 1987                                                                                         |
| Glasgow Merchants Charity Cup: 32 (record) | 1878-1879; 1896-1897; 1899-1900; 1903-1904; 1905-1906; 1906-1907; 1908-1909; 1910-1911; 1918-1919; 1921-1922; 1922-1923; 1924-1925; 1927-1928; 1928-1929; 1929-1930; 1930-1931; 1931-1932; 1932-1933; 1933-1934; 1938-1939; 1939-1940; 1940-1941; 1941-1942; 1943-1944; 1944-1945; 1945-1946; 1946-1947; 1947-1948; 1950-1951; 1954-1955; 1956-1957; 1959-1960 |
| Glasgow Football League: 2                 | 1895-1896; 1897-1898 |

### Altri piazzamenti

#### Competizioni nazionali
- Campionato scozzese

Secondo posto: 1890-1891; 1892-1893; 1895-1896; 1897-1898; 1904-1905; 1913-1914; 1915-1916; 1918-1919; 1921-1922; 1931-1932; 1935-1936; 1947-1948; 1950-1951; 1951-1952; 1957-1958; 1961-1962; 1965-1966; 1966-1967; 1967-1968; 1968-1969; 1969-1970; 1972-1973; 1976-1977; 1978-1979; 1997-1998; 2000-2001; 2001-2002; 2003-2004; 2004-2005; 2006-2007; 2008-2009; 2011-2012; 2017-2018; 2018-2019; 2019-2020; 2021-2022; 2022-2023; 2023-2024; 2024-2025
Terzo posto: 1894-1895; 1896-1897; 1902-1903; 1906-1907; 1907-1908; 1909-1910; 1914-1915; 1916-1917; 1937-1938; 1954-1955; 1959-1960; 1971-1972; 1973-1974; 1980-1981; 1981-1982; 1987-1988; 2005-2006; 2016-2017
- Coppa di Scozia

Finale: 1876-1877; 1878-1879; 1898-1899; 1903-1904; 1904-1905; 1908-1909; 1920-1921; 1921-1922; 1928-1929; 1968-1969; 1970-1971; 1976-1977; 1979-1980; 1981-1982; 1982-1983; 1988-1989; 1993-1994; 1997-1998; 2015-2016; 2023-2024
Semifinale: 1883-1884; 1891-1892; 1899-1900; 1901-1902; 1919-1920; 1924-1925; 1937-1938; 1953-1954; 1957-1958; 1971-1972; 2013-2014; 2016-2017; 2017-2018; 2022-2023
- Coppa di Lega scozzese

Finale: 1951-1952; 1957-1958; 1965-1966; 1966-1967; 1982-1983; 1989-1990; 2008-2009; 2019-2020; 2022-2023, 2024-2025
Semifinale: 1949-1950; 1952-1953; 1953-1954; 1955-1956; 1962-1963; 1972-1973; 1973-1974; 1976-1977; 1985-1986; 1991-1992; 1995-1996; 2000-2001; 2003-2004; 2014-2015; 2016-2017; 2017-2018; 2018-2019; 2021-2022
- Scottish Championship

Terzo posto: 2014-2015
- Scottish Challenge Cup

Finale: 2013-2014
Semifinale: 2014-2015
- Coppa d'Inghilterra

Semifinale: 1886-1887

#### Competizioni internazionali
- Coppa dei Campioni/UEFA Champions League

Semifinale: 1959-1960
- Coppa delle Coppe UEFA

Finale: 1960-1961; 1966-1967
- Coppa delle Fiere

Semifinale: 1968-1969
- Coppa UEFA/UEFA Europa League

Finale: 2007-2008; 2021-2022